# Jorge de Bagration
Jorge de Bagration   (Roma, 22 de febrer de 1944 - Tbilisi, 16 de gener de 2008) va ser l'hereu a la corona de Geòrgia de la Dinastia Bagrationi i pilot de curses de ral·li, resistència i Fórmula 1. Va ser guanyador del Campionat d'Espanya de Ral·lis dels anys 1979 i 1981.

## Biografia
Jorge neix a Roma el 22 de febrer de 1944, fill del príncep emigrat Irakli Bagration-Mukhrani, descendent de la branca Mukhraneli de la família reial Bagrationi de Geòrgia. El seu pare s'havia exiliat a Itàlia després de la revolució bolxevic, retenint el seu dret a la corona de Geòrgia. La seva mare, italiana, era Maria Antonietta Pasquini (1911-1944), filla del Comte de Costafiorita, morint al donar a llum a Jorge.
L'any 1946, el seu pare es torna a casar amb la princesa María de las Mercedes de Baviera i Borbó (1911-1953), filla del príncep Ferran de Baviera i nèta del rei Alfons XII d'Espanya, establint-se a Espanya. Jorge de Bagration obté, l'any 1947, la nacionalitat espanyola i el tractament d'Altesa Reial per part del govern de Francisco Franco.
Després de la mort del seu pare el 30 d'octubre de 1977, Jorge de Bagration es converteix en el reclamant a la corona georgiana, essent reconegut l'any 1991 pel govern i el parlament de Geòrgia com a cap de l'antiga família reial.
L'any 1995 visita per primera vegada Geòrgia per enterrar les cendres del seu pare. Malgrat que la major part de la seva vida va viure a Marbella, es va traslladar als darrers anys de vida a viure a Geòrgia, on ja hi vivíen els seus fills Irakli i David.
Va morir a Tbilisi el 16 de gener de 2008 a causa d'una hepatitis, essent enterrat entre els seus avantpassats, els Reis de Geòrgia, a la Catedral de Svetitskhoveli a Mtskheta el 20 de gener de 2008.

## Trajectòria esportiva

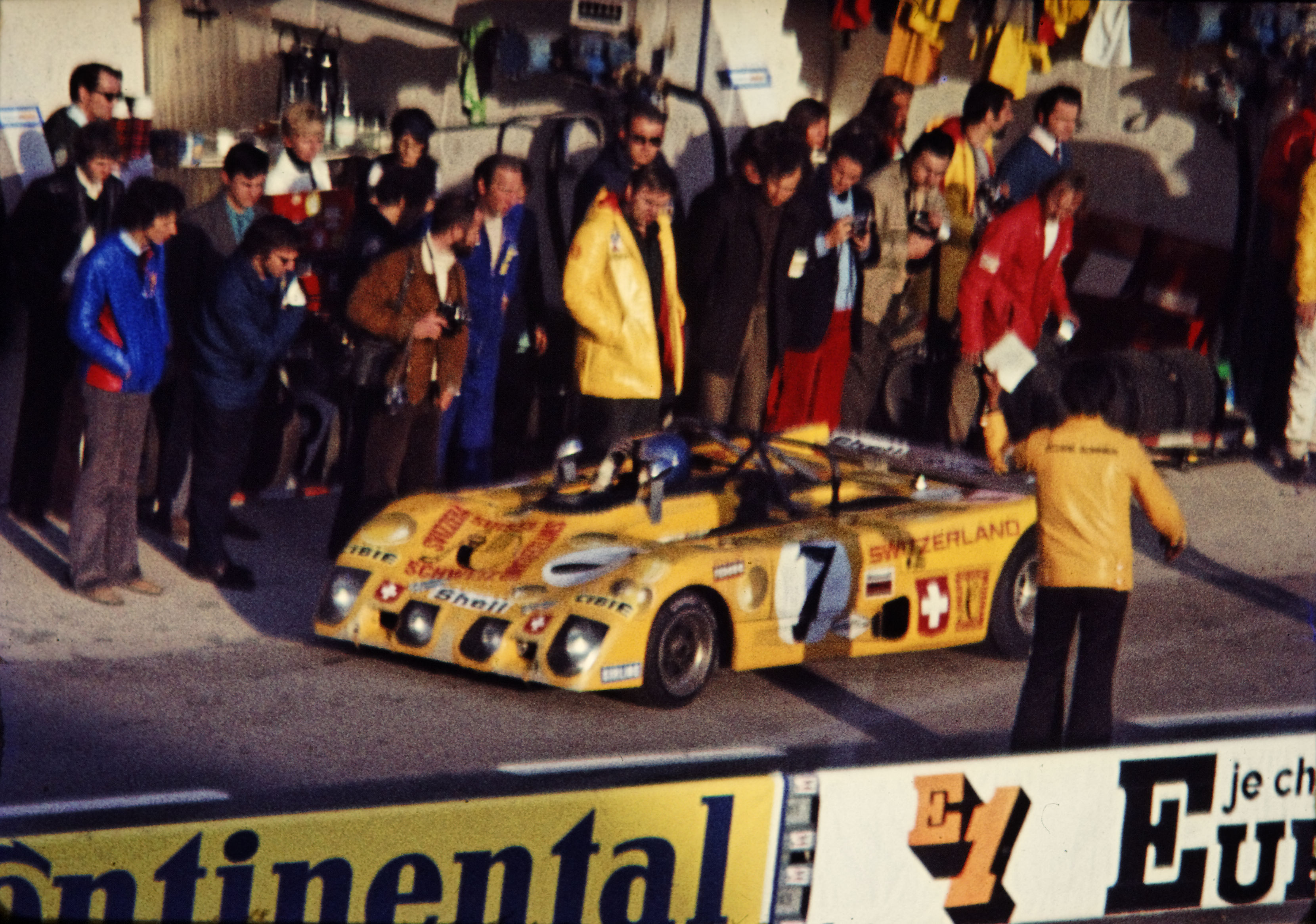
El Chevron de l'Escuderia Montjuïc que pilotaren Josep Maria Juncadella i Jorge de Bagration a les 24H de le Mans del 1973

Bagration s'inicia a la competició disputant curses de motos a partir de 1959 i de cotxes a partir de 1963. L'any 1967 intenta participar al Gran Premi d'Espanya de Fórmula 1 com a convidat mitjançant l'equip Lola Racing Cars, però la seva inscripció és denegada. Aquell any quedaria segon del Campionat d'Espanya de Ral·lis d'Asfalt.
L'any 1969 es converteix en campió d'Espanya de Velocitat de Turismes alternant la seva participació entre un Porsche 911 i un BMW 2002. Al 1970 es proclama campió d'Espanya de Velocitat en Gran Turismes, Sport i Prototips amb un Porsche 908-2. Aquell mateix any guanya la Pujada al Montseny, puntuable pel Campionat d'Europa i estableix un nou rècord a la Pujada a la Rabassada. També pren part a diferents proves de resistència, com la mítica 24 hores de Le Mans.
L'any 1974 realitza un nou intent per pendre part del Gran Premi d'Espanya de Fórmula 1 i arriba a adquirir un Surtees, però novament, per diferents circumstàncies tampoc hi pot pendre part.
L'any 1975 retorna a la competició de ral·li amb un Lancia Stratos, disputant proves del Campionat d'Espanya i participant al Ral·li de Portugal del Campionat Mundial de Ral·lis. A partir de 1978, el seu copilot habitual serà la catalana Núria Llopis, que acabaria sent la seva segona esposa. L'any 1979, amb el Lancia Stratos, guanya el seu primer Campionat d'Espanya de Ral·lis d'Asfalt aconseguint guanyar vuit dels ral·lis del campionat. Després d'un 1980 on quedaria segon classificat, l'any 1981 torna a guanyar el campionat nacional, aquest cop amb Víctor Sabater de copilot.

## Matrimoni i fills
Jorge es va casar amb María de las Mercedes de Zornoza i Ponce de León (Madrid, 14 d'agost de 1942 - Villafranca del Castillo, 17 de març de 2020). Els seus fills van ser:
- Princesa Maria Antonieta Bagrationi-Mukhraneli (nascuda el 21 de juny de 1971), es va casar al 1994 amb Jaime Gaixas Marcet, van tenir un fill, Jaime Gaixas Bagration (nascut el 15 de setembre de 1995).
- Príncep Irakli Bagrationi-Mukhraneli (nacido el 26 de agosto de 1972). Sense casar, el qual va renunciar als seus drets dinàstics en favor del seu germà.
- Príncep David Bagrationi-Mukhraneli (nascut el 24 de juny de 1976), el qual es va casar amb la princesa Anna Gruzinski (nascuda al 1976), filla del cap de la branca Kakhètia de la dinastia Bagrationi, el príncep Nugzar Bagrationi-Gruzinsky, a Tbilisi al febrer de 2009.

Jorge es va tornar a casar amb la seva copilot a la competició automobilística, Núria Llopis i Oliart (nascuda a Barcelona el 14 de novembre de 1953). Van tenir solament un fill:
- Príncep Guram Ugo Bagrationi-Mukhraneli (nascut el 14 de febrer de 1985).